# Pycnogonum moolenbeeki
Pycnogonum moolenbeeki is een zeespin uit de familie Pycnogonidae. De soort behoort tot het geslacht Pycnogonum. Pycnogonum moolenbeeki werd in 1992 voor het eerst wetenschappelijk beschreven door Stock. 